# Ernest Thomas Ferand
Ernest Thomas Ferand (geboren als Ernst Freund am 5. März 1887 in Budapest, Österreich-Ungarn; gestorben am 29. Mai 1972 in Basel) war ein  Musikwissenschaftler, Musikpädagoge, Dirigent und Autor.

## Biografie

### Ausbildung

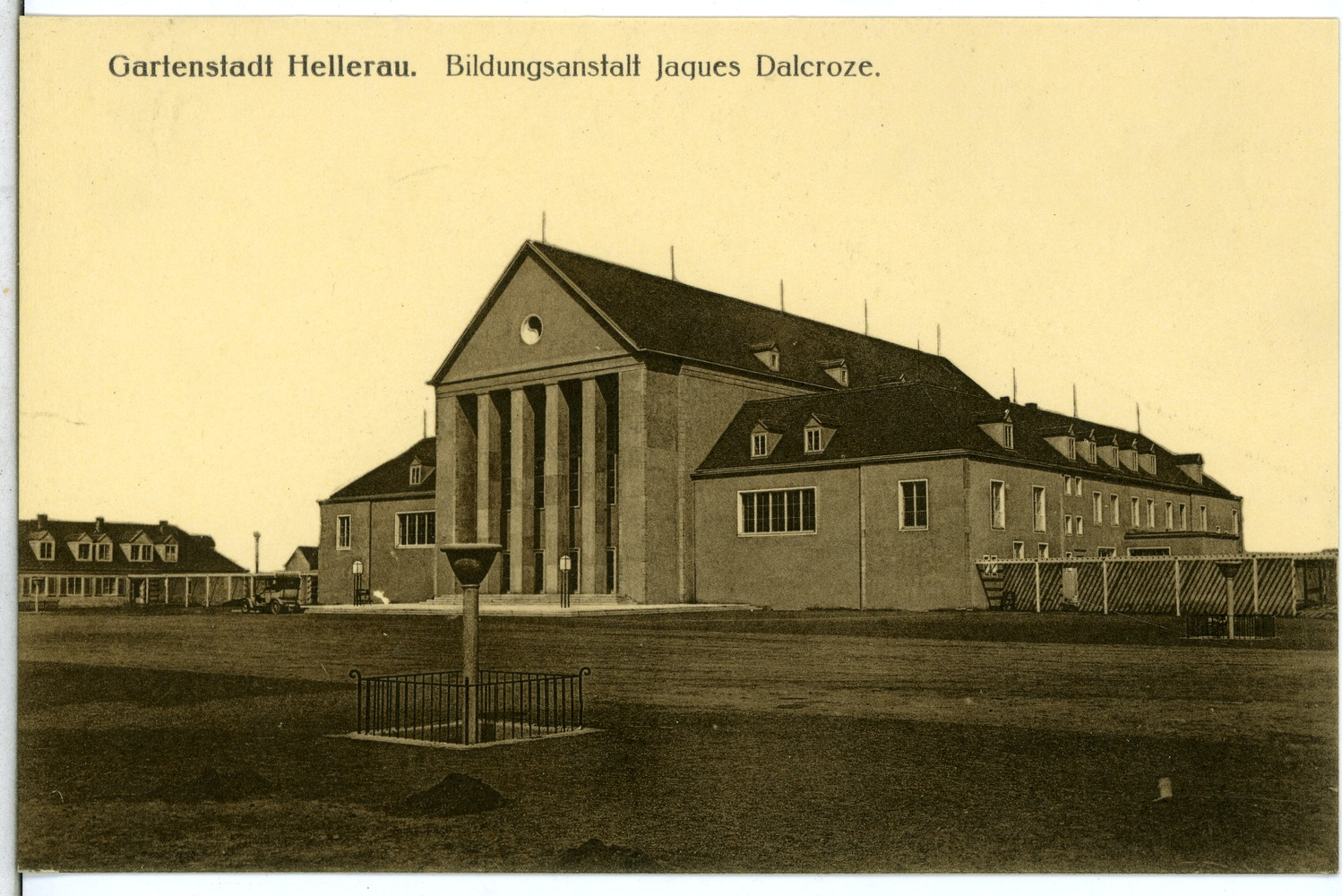
Bildungsanstalt E. Jaques-Dalcroze

Ernst Thomas Freund war ein Sohn des Rechtsanwalts Max Freund und der Gisela Kolm. Er studierte ab 1904 zunächst an der TH Budapest und ab 1907 an der Budapester Musikakademie und erwarb 1911 ein Diplom im Fach Komposition. In Budapest wirkte er als Lehrperson und Musikkritiker, bildete sich in den Jahren 1913–1914 bei Émile Jaques-Dalcroze in der Gartenstadt Hellerau (bei Dresden) weiter.
Der Musiker Jaques-Dalcroze gilt als Begründer der rhythmisch-musikalischen Erziehung. Für diese forschte Jaques-Dalcroze über den Rhythmus die Zusammenhänge zwischen Musik und tänzerischem Ausdruck. Aus seinen Forschungsergebnissen entwickelte er die musikpädagogischen Methoden seiner Zeit weiter. Die Vereinigung von Musik und Bewegung war Teil der Lebensreformbestrebungen, die sich im Zuge der Industrialisierung zu Beginn des 20. Jahrhunderts in der Gartenstadt Hellerau entwickelt hatten. 1911 gründete und leitete Jaques-Dalcroze zusammen mit Wolf Dohrn die Bildungsanstalt für Musik und Rhythmus in Hellerau bei Dresden (heute: Festspielhaus Hellerau).
Dort erwarb Ernest Thomas Ferand die Lehrberechtigung für die Methoden von Émile Jaques-Dalcroze.

### Wirken in Hellerau und Laxenburg (1914–1938)
Während des Ersten Weltkriegs (1915) ging die Bildungsanstalt für Musik und Rhythmus in der Gartenstadt Hellerau Konkurs. Ernest Thomas Ferand und weitere Schüler von Jaques-Dalcroze gründeten die Schule 1919 unter dem Namen Schule für Rhythmik und Gymnastik neu. Die Schule war auch als Dalcroze-Schule bekannt. Da unterrichtete Ernest Ferand in der Zeit zwischen 1919 und 1925. Während dieser Zeit (1922) war Ernest Thomas Ferand für den Inhalt der Zeitschrift Hellerauer Blätter für Rhythmus und Erziehung verantwortlich.
Die Dalcroze-Schule der Gartenstadt Hellerau übersiedelte 1925 samt Lehrpersonen und Schülern nach Laxenburg (bei Wien). Da befand sich eine von mehreren Zweiginstituten der Bildungsanstalt von Jaques-Dalcroze, von denen aber nach dem Ersten Weltkrieg nur noch wenige existierten. Ernest Thomas Ferand übernahm fortan die Leitung der Dalcroze-Schule in Laxenburg. Die Dalcroze-Schule befand sich im Alten Schloss, wo Musik langjährige Tradition besaß: Seit Laxenburg 1330 in Besitz der Habsburger geriet, wird immer wieder von musikalischen Aufführungen berichtet.
Noch während seiner Zeit als Schulleiter begann Ernest Thomas Ferand 1933 Musikwissenschaft an der Universität Wien zu studieren. Er promovierte 1937 über die Geschichte der Improvisation. Ein Jahr später, 1938, publizierte der Rhein-Verlag sein Hauptwerk Die Improvisation in der Musik, eine entwicklungsgeschichtliche und psychologische Untersuchung.

„In seinem [Ferands] Geist verband sich ein ungewöhnlicher Sinn für wissenschaftliche Genauigkeit mit einer Intuition für das flüchtigste Element der Musik, die Improvisation. Frühes Instrumentalspiel, Lied und Tanz erkannte er in ihren ursprünglichen improvisatorischen Quellen und brachte sie in fruchtbarste Verbindung zu den schriftlichen Zeugnissen. Auf einem Gebiet, wo viel gemutmaßt wird, gelangen ihm konkrete Ergebnisse.“

### Ernest Ferand im Exil
Nach Hitlers Machtübernahme (1933) wurden die Vertreter der Neuen Musik mehr und mehr in ihrer Existenz bedroht. Zu diesen gehörte auch Ernest Thomas Ferand. Im Austrofaschismus wurde das Musikleben mehr und mehr an die rassen- und kulturpolitischen Maßstäbe des Dritten Reiches angepasst. Die offizielle Verfolgung der Vertreter der Neuen Musik setzte in Österreich nach dem Anschluss von Österreich an das Deutsche Reich (1938) ein. Noch im selben Jahr wurde die Dalcroze-Schule in Laxenburg geschlossen und Ernest Thomas Ferand brach ins Exil in die USA auf.
Man geht davon aus, dass um die 60 % der Musikschaffenden verfolgt wurden und von diesen 80 % Exilierende – wie Ernest Thomas Ferand – waren. Mehr als ein Drittel der verfolgten Musiker flohen mit ihren Familien in die USA. Denjenigen, denen die Flucht nicht gelungen war, wurden in Konzentrationslagern ermordet.

### Wirken in den USA
In den USA wirkte Ernest Thomas Ferand als Dirigent und Improvisator. Parallel hierzu setzte er sich in zahlreichen Büchern und Publikationen mit den Themen der Dalcroze-Pädagogik auseinander. Ernest Thomas Ferand ist Autor von zwölf Büchern und Mitautor eines weiteren. Als Professor lehrte er an der New School for Social Research in New York.

### Rückkehr nach Europa
1958/59 lehrte Ferand an der Universität Frankfurt und an der Universität zu Köln, 1962/63 an der Universität Basel.
Nach seiner Pensionierung lebte Ernest Thomas Ferand in Basel, wo er am 29. Mai 1972 im Alter von 85 Jahren verstorben war.

## Werke

### Bücher
- Die Improvisation in der Musik: eine entwicklungsgeschichtliche und psychologische Untersuchung. Rhein-Verlag, Zürich 1938.
- Die Improvisation; in Beispielen aus neun Jahrhunderten abendländischer Musik (Improvisation in Nine Centuries of Western Music). A. Volk Verlag,  Köln 1956.
- „Improvisation“, die Musik in Geschichte und Gegenwart (Encyclopedia). Band 6, Kassel, Basel 1957. Seiten 1093–1135.
- Improvisation in nine centuries of western music; an anthology with a historical introduction (= Das Musikwerk (Anthology of music), Nr. 12.). Arno Volk Verlag, Köln 1961.

### Artikel
- Ernst Th. Ferand: The „Howling In Seconds“ of the Lombards. In: The Musical Quarterly. 25. Jahrgang, Nr. 3, Juli 1939, S. 313–324, doi:10.1093/mq/xxv.3.313 (englisch).
- Ernst T. Ferand: Improvisation in Music History and Education. In: Papers of the American Musicological Society. 1940, S. 115–125 (englisch).
- Ernst T. Ferand: Two Unknown „Frottole“. In: The Musical Quarterly. 27. Jahrgang, Nr. 3, Juli 1941, S. 319–328, doi:10.1093/mq/xxvii.3.319 (englisch).
- Ernst T. Ferand: In Memoriam: Fernando Liuzzi. In: The Musical Quarterly. 28. Jahrgang, Nr. 4, Oktober 1942, S. 494–504, doi:10.1093/mq/xxviii.4.494 (englisch).
- Ernest T. Ferand: Review: The Technique of Variation. A study of the Instrumental Variation from Antonio de Cabezón to Max Reger by Robert U. Nelson. In: The Musical Quarterly. 35. Jahrgang, Nr. 2, April 1949, S. 331–334, doi:10.1093/mq/xxxv.2.331 (englisch).
- Ernest T. Ferand: "Sodaine and Unexpected" Music in the Renaissance. In: The Musical Quarterly. 37. Jahrgang, Nr. 1, Januar 1951, S. 10–27, doi:10.1093/mq/xxxvii.1.10 (englisch).
- Ernest T. Ferand: Internationale Gesellschaft für Musikwissenschaft, Vierter Kongress, Basel, 29. Juni bis 3. In: Notes (= Second Series). 9. Jahrgang, Nr. 1, Dezember 1951, S. 126–127, doi:10.2307/890494, JSTOR:890494 (englisch).
- E. T. Ferand: Improvised Vocal Counterpoint in the Late Renaissance and Early Baroque. In: Annales musicologiques. Nr. 4, 1956, S. 129–174 (englisch).
- Ernest T. Ferand: What Is „Res Facta“? In: Journal of the American Musicological Society. 10. Jahrgang, Nr. 3, 1957, S. 141–150, doi:10.1525/jams.1957.10.3.03a00020 (englisch).
- Ernest T. Ferand: Embellished „Parody Canatatas“ in the Early 18th Century. In: The Musical Quarterly. 44. Jahrgang, Nr. 1, Januar 1958, S. 40–64, doi:10.1093/mq/xliv.1.40 (englisch).